# Syberia II
Syberia II is een avonturenspel ontwikkeld door MC2-Microïds en uitgegeven door XS Games op 28 mei 2004 voor Windows. In november van dat jaar werd het spel ook uitgegeven voor Xbox en PlayStation 2.
Het spel is later ook uitgekomen voor andere platforms, zoals voor Windows Mobile (2007), Xbox 360, PS3 en OS X (2015), en de Switch in 2017.

## Spel
Net zoals de voorloper is Syberia II een derde-persoons avonturenspel, waar men veel puzzels in moet oplossen. Omdat het bij Syberia volledig om het verhaal draait, volgt het spel een aantal maatstaven die voor het eerst zijn opgesteld door LucasArts; Het is onmogelijk om dood te gaan in het spel, of vast te komen zitten op een bepaald punt, waardoor mensen zich volledig kunnen richten op de loop van het verhaal.

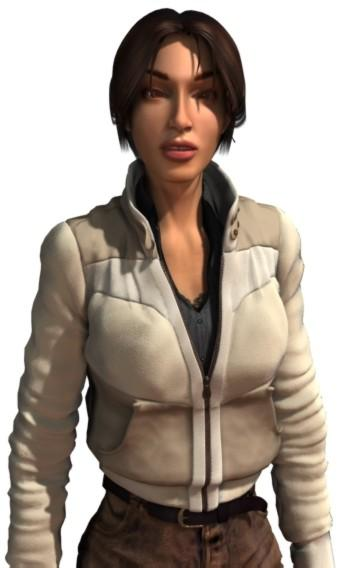
Hoofdpersoon Kate Walker

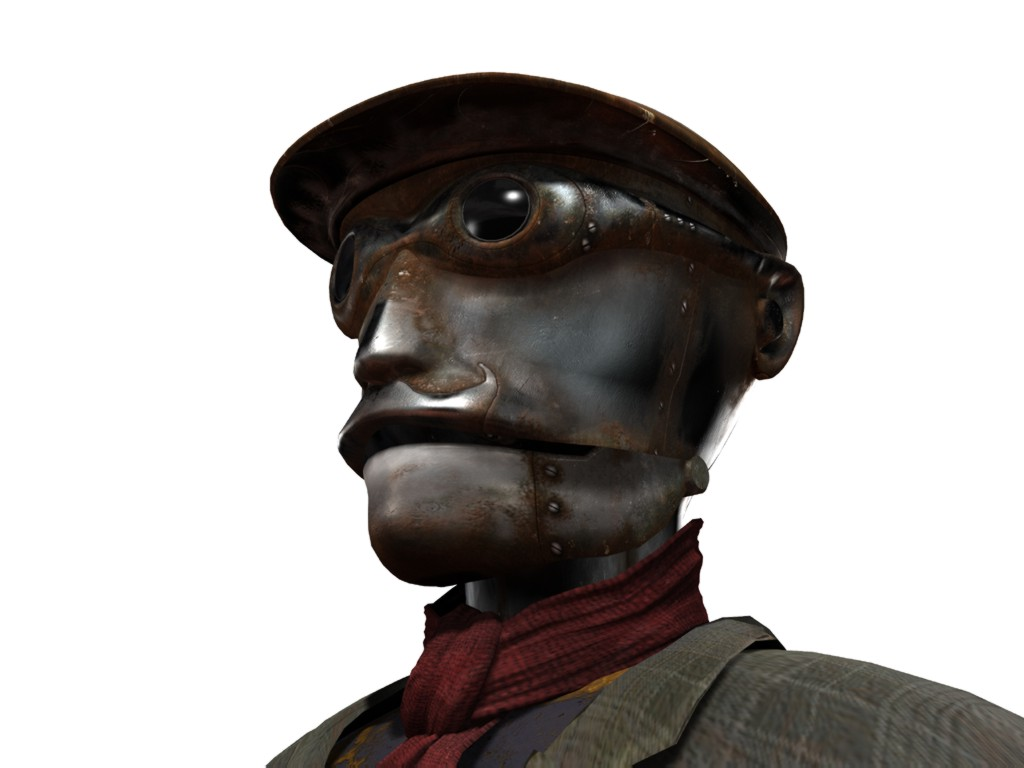
De automaton Oscar

## Verhaal
Kate Walker, een Amerikaanse advocate laat haar drukke leven in New York achter en reist naar Siberië samen met een uitvinder omdat daar nog prehistorische mammoeten leven.
Kate start in een dorpje genaamd Romansburg, waar ze kolen moet vinden voor de trein. Met behulp van Oscar, de automaton en ingenieur van Hans, lukt het haar om de trein draaiende te krijgen.
Hans wordt echter ziek voor ze kunnen vertrekken. Kate leert dat de monniken uit een dichtbijgelegen klooster misschien Hans kunnen helpen. Het hoofd van de monniken maakt het  Kate alleen heel lastig om bij het klooster aan te komen. Erger nog, wanneer Kate daar aankomt verklaart het hoofd, Hans direct als niet meer te redden. Hans vertelt Kate vervolgens over een oude vriend van hem in het klooster die een geneesmiddel moet hebben. Kate gaat op zoek naar de man, maar komt er achter dat hij al lang dood is. Ze vindt het dagboek van de man en maakt zelf een helende kaars. Het hoofd van het klooster wil hen alleen niet laten gaan. Kate komt met een list en verandert de doodskist van Hans in een slede.
Kate wordt vervolgens gevraagd om een aantal automaton paarden te repareren. Terwijl ze dit doet wordt de trein gekaapt door twee dieven, Ivan en Igor, die naar Siberië willen om geld te verdienen aan het ivoor van de mammoeten. Kate volgt hen met een gangcar aangedreven door een youki, een kruising tussen een zeehond en een beer.
Wanneer Kate de trein heeft ingehaald stort de brug in waar de trein net overheen reed, waardoor Kate aan de verkeerde kant van het ravijn staat. Kate weet over een rivier heen te komen en wordt gevolgd door de youki. Ze slaat een beer van zich af en wordt herenigd met haar oude vriend Boris, wiens flying wing vlakbij neerstort. Hij leent haar een van zijn schietstoellen zodat Kate zichzelf richting de trein kan lanceren voordat Ivor en Igor ervandoor gaan. Ze bereikt de trein, maar Ivor en Igor zijn gevlucht met de sneeuwscooter en hebben Hans als hun gevangene meegenomen. Kate en Oscar koppelen de passagierswagon van de trein af en volgen de twee dieven.
Tegen de tijd dat Kate hen bereikt, is Ivor al op jacht naar ivoor en Igor twijfelt over het plan, aangezien hij al bang wordt van het geluid van de wind dat door een nabij beeld raast. Hans is ontsnapt, maar niemand weet waar hij is. Kate overtuigt vervolgens Igor om Ivor niet meer te helpen. Kate gaat achter Ivor aan en treft hem aan bij een mammoetbeeld, omringd door ivoor. Oscar luidt vervolgens de hoorn van de trein om Ivor tijdelijk af te leiden, maar dit lukt niet volledig. Wanneer Kate aanvalt probeert Ivor zich te verdedigen. Maar voordat hij dat kan doen, breekt het ijs onder hun voeten en stort Kate een afgrond in.
Ze wordt wakker in een ijzig, ondergronds dorp van het Youkol-volk. Hans is in hetzelfde dorp, maar ligt inmiddels op zijn sterfbed. Nadat Kate de Youkol heeft overgehaald om de trein het dorp in te slepen, gaat ze naar de Sjamaan. Zij en de sjamaan besluiten om Hans zijn dromen in te gaan om het over te halen te blijven leven. De droom brengt Kate naar Valadilène. Ze reist daar naar de Voralberg-fabriek en Anna en Hans zijn strenge vader, die zegt dat Hans opgesloten is op zolder omdat hij stout was. Kate overtuigt Hans zijn vader dat het werktijd is, door de klok te verzetten. Hierna sluipt zij de zolder op om met Hans te praten. Ze overtuigt Hans om niet op te geven. Als gunst vraagt Hans haar om Oscar te helpen "zijn hart te openen". Hij verdwijnt en Kate raakt iets aan op de tafel waardoor ze terug uit de droom komt.
Wanneer Kate het cryptische bericht brengt naar Oscar, weet hij direct wat hij moet doen. Hij moet zijn "leven" geven voor zijn maker en opent zijn lichaam. Hieruit haalt hij een exoskelet dat Hans kan redden. De treinrails gaan niet verder, maar ze vinden een schip dat bevroren is. Nadat Kate de trein gebruikt om het schip los te krijgen uit het ijs, varen Kate, Hans, en de youki naar het eiland Siberië.
De reist wordt echter onderbroken door Ivan, die zichzelf op het schip heeft verstopt. Hij probeert Kate achter te laten op een ijsschots, maar omdat hij niet weet hoe hij de boot moet besturen, kan Kate weer terug op het schip komen en vertrekken, waardoor ze Ivan op de ijsschots achterlaat. Hij gooit een pinguïnei naar het schip, maar de pinguïns vinden dit niet bepaald leuk. Uiteindelijk wordt hij gedood door de pinguïns.
Het schip komt aan in Siberië. De mammoeten moeten worden opgeroepen om Hans te kunnen vervoeren. Door middel van een oud medaillon en een paar oude tekeningen in het schip, ontdekt Kate hoe ze de hoorn van de Youkol moet gebruiken om een lied te spelen om daarmee de mammoeten te kunnen oproepen. De mammoeten komen en zijn nog steeds gedomesticeerd. Ze laten Hans op hun rug meerijden. Het spel eindigt met Hans die op de rug van een mammoet wegrijdt van Kate, die hem uitzwaait en weet dat ze zijn droom heeft vervuld.

## Verkoop en ontvangst
In oktober 2005 was Syberia II inmiddels wereldwijd 600.000 keer verkocht. In 2008 had het spel de grens van 1 miljoen verkochte exemplaren bereikt.
In 2004 was Syberia II genomineerd voor de "Beste Avonturenspel"-prijs van GameSpot, maar de prijs ging uiteindelijk naar Myst IV: Revelation.
| Aggregator       | Score                                  |
| ---------------- | -------------------------------------- |
| Metacritic       | Pc: 80/100 Xbox: 71/100 Switch: 68/100 |
| Publicatie       | Score                                  |
| Adventure Gamers | 4,5/5                                  |
| CGW              | 3,5/5                                  |
| GameSpot         | 7,8/10                                 |
| GameZone         | 8/10                                   |
| IGN              | 8,6/10                                 |